# NGC 5853
NGC 5853 (другие обозначения — UGC 9707, MCG 7-31-30, ZWG 221.27, IRAS15039+3942, PGC 53894) — спиральная галактика с перемычкой (SBb) в созвездии Волопас.
Этот объект входит в число перечисленных в оригинальной редакции «Нового общего каталога».